# Konstantin Vassiljev
Konstantin Vassiljev (Tallin, 16 de agosto de 1984) es un exfutbolista y entrenador estonio que jugaba de centrocampista. Desde noviembre de 2024 dirige al F. C. Flora Tallin.

## Trayectoria
En noviembre de 2024 puso fin a su carrera como jugador con el F. C. Flora Tallin. Unos días después inició la de entrenador en el mismo equipo.

## Selección nacional
Jugó con Estonia en 158 partidos, marcando 26 goles. Su debut internacional se produjo en un amistoso contra Nueva Zelanda en mayo de 2006. Fue uno de los máximos goleadores de la clasificación para la Eurocopa 2012, con 6 tantos.

## Clubes

### Como jugador
| Club                    | País      | Año       |
| ----------------------- | --------- | --------- |
| Tallinna Jalgpalliklubi | Estonia   | 2000-2002 |
| → HUJK Emmaste          | Estonia   | 2002      |
| F. C. Levadia Tallinn   | Estonia   | 2003-2007 |
| NK Nafta Londava        | Eslovenia | 2007-2011 |
| F. C. Koper             | Eslovenia | 2011      |
| Amkar Perm              | Rusia     | 2011-2014 |
| Piast Gliwice           | Polonia   | 2014-2015 |
| Jagiellonia Białystok   | Polonia   | 2015-2017 |
| Piast Gliwice           | Polonia   | 2017-2019 |
| F. C. Flora Tallin      | Estonia   | 2019-2024 |

### Como entrenador
| Club               | País    | Año   |
| ------------------ | ------- | ----- |
| F. C. Flora Tallin | Estonia | 2024- |

## Palmarés

### Títulos nacionales
| Título               | Club                  | País    | Año  |
| -------------------- | --------------------- | ------- | ---- |
| Copa de Estonia      | F. C. Levadia Tallinn | Estonia | 2004 |
| Meistriliiga         | F. C. Levadia Tallinn | Estonia | 2004 |
| Copa de Estonia      | F. C. Levadia Tallinn | Estonia | 2005 |
| Meistriliiga         | F. C. Levadia Tallinn | Estonia | 2006 |
| Copa de Estonia      | F. C. Levadia Tallinn | Estonia | 2007 |
| Meistriliiga         | F. C. Levadia Tallinn | Estonia | 2007 |
| Meistriliiga         | F. C. Flora Tallin    | Estonia | 2019 |
| Supercopa de Estonia | F. C. Flora Tallin    | Estonia | 2020 |
| Copa de Estonia      | F. C. Flora Tallin    | Estonia | 2020 |
| Meistriliiga         | F. C. Flora Tallin    | Estonia | 2020 |
| Supercopa de Estonia | F. C. Flora Tallin    | Estonia | 2021 |
| Meistriliiga         | F. C. Flora Tallin    | Estonia | 2022 |
| Meistriliiga         | F. C. Flora Tallin    | Estonia | 2023 |
| Supercopa de Estonia | F. C. Flora Tallin    | Estonia | 2024 |